# Мезидон-Валле-д’Ож
Мезидон-Валле-д’Ож (фр. Mézidon Vallée d'Auge) — новая коммуна на севере Франции, регион Нормандия, департамент Кальвадос, округ Лизьё, центр кантона Мезидон-Валле-д’Ож. Расположена в 36 км к юго-востоку от Кана и в 33 км к западу от Лизьё, в 18 км от автомагистрали А88.
Население (2018) — 9607 человек.

## История
Коммуна образована 1 января 2017 года путем слияния четырнадцати коммун:
- Вьё-Фюме
- Граншан-ле-Шато
- Кревекёр-ан-Ож
- Круассанвиль
- Купсарт
- Ле-Мениль-Може
- Лез-Отьё-Папьон
- Лекод
- Маньи-ла-Кампань
- Маньи-ле-Фрёль
- Мезидон-Канон
- Монтей
- Перси-ан-Ож
- Сен-Жюльен-ле-Фокон

Центром коммуны является Мезидон-Канон. От нее же к новой коммуне перешли почтовый индекс, код INSEE и статус центра кантона Мезидон-Канон. На картах в качестве координат Мезидон-Валле-д’Ож указываются координаты Мезидон-Канон.

## Достопримечательности
- Шато Канон XVIII века в Мезидон-Каноне
- Церковь Святого Медара XII-XIII веков в Мезидон-Кононе
- Церковь Святого Петра XIII-XV веков в Мезодон-Кононе
- Шато Мениль-д’О в Вьё-Фюме
- Шато Граншан
- Ферма и голубятня на донжоне бывшего шато в Кревекёр-ан-Ож
- Башня бывшей церкви Нотр-Дам в Маньи-ла-Кампань
- Особняк XVI века в Купсарте

## Экономика
Структура занятости населения:
- сельское хозяйство — 12,0 %
- промышленность — 16,4 %
- строительство — 9,7 %
- торговля, транспорт и сфера услуг — 29,1 %
- государственные и муниципальные службы — 32,8 %

Уровень безработицы (2017) — 12,6 % (Франция в целом —  13,4 %, департамент Кальвадос — 12,5 %). 

Среднегодовой доход на 1 человека, евро (2018) — 19 590 (Франция в целом — 21 730, департамент Кальвадос — 21 490).

## Администрация
Пост мэра Мезидон-Валле-д’Ож с 2017 года занимает Франсуа Обе (François Aubey), до этого бывший мэром коммуны Мезидон-Канон. На муниципальных выборах 2020 года возглавляемый им центристский список победил в 1-м туре, получив 65,09 % голосов.
| Период | Период | Фамилия     | Партия                                   | Примечания                                                    |
| ------ | ------ | ----------- | ---------------------------------------- | ------------------------------------------------------------- |
| 2017   |        | Франсуа Обе | Социалистическая партия Разные центристы | территориальный функционер, бывший мэр Мезидон-Канон, сенатор |

## Города-побратимы
- Хонитон, Великобритания
- Гронау, Германия